# 林子邊 (高雄市林園區)
林子邊，原寫為林仔邊，即今林園，是高雄市林園區的一個傳統地域名稱，位於該區中部。相較於今日行政區，其範圍大致包括林園里東南半部、東林里不含最南端、文賢里不含東南端及最西端、西溪里北端、港嘴里東部邊界地帶北段、頂厝里東北端、仁愛里東南半部。

## 歷史
台灣清治末期至日治初期，林子邊地區為一街庄，稱為「林仔邊庄」，隸屬於小竹下里。該庄北與潭頭庄為鄰，東與溪洲庄為鄰，南邊為中芸庄，西邊為港仔埔庄、王公廟庄。
1901年（日治明治三十四年）11月，全台廢縣廳改設二十廳，該庄隸屬於鳳山廳。1903年（明治三十六年）6月，該庄編入「林仔邊區」，隸屬於鳳山廳。1909年（明治四十二年）10月，合併二十廳為十二廳，大林蒲區改隸屬於台南廳。1920年（大正九年），全台地方制度大改正，廢十二廳改設五州二廳，該庄改制並雅化為「林子邊」大字，隸屬於高雄州鳳山郡林園庄。
戰後林園庄改制為林園鄉，隸屬於高雄縣，大字亦改制為村。1950年10月，高、屏分治，林園鄉仍隸屬高雄縣。2010年12月25日，高雄縣、市合併為高雄市，林園鄉改制為林園區，村亦改制為里。

## 聚落
本地區發展較早的聚落有頂林仔邊、過溝仔、牛埔仔、下林仔邊等，在日治期初期的官方地圖上已有記載。

## 交通
- 省道台17線
- 省道台25線

## 廟宇
- 東林福德廟（土地公廟）